# Cerzeto
Cerzeto (Qana in arbëreshë) è un comune italiano di 1 210 abitanti della provincia di Cosenza in Calabria.
Il territorio è situato nella media valle del Crati sul versante interno della Catena Paolana. L'abitato sorge sulla strada provinciale Torano-S.Marco Argentano, con accesso alla SS 19 e all'autostrada A2 allo svincolo di Torano Scalo. Il comune conta due frazioni, anch'esse di etnia, lingua e cultura italo-albanese: San Giacomo di Cerzeto (Shën Japku) e Cavallerizzo (Kajverici), quest'ultima attualmente non abitata in seguito ad una frana del 7 marzo 2005 e ricostruita a margine del centro amministrativo.

## Origini del nome
Il nome deriva, probabilmente, dal latino quercus, in quanto il luogo abbonda di querceti.

## Storia
Cerzeto (Qana) fu fondato verso il 1478, da gruppi di famiglie provenienti dall'Albania (grecis et albanensibus), rifugiatesi in Italia a causa della minaccia di aggressione dell'esercito ottomano nei Balcani. Insieme ad esso furono edificati altri due paesi arbëreshë limitrofi, oggi frazioni di Cerzeto: San Giacomo (Shën Japku) e Cavallerizzo (Kajverici). Fu prima compreso nella Baronia di San Marco e poi passò ai Cavalvanti.

### Simboli
Lo stemma e il gonfalone sono stati concessi con decreto del presidente della Repubblica del 10 giugno 1977.
Stemma
Gonfalone

## Società

### Evoluzione demografica
Abitanti censiti

## Cultura
A Cerzeto ancora si può ammirare il costume nuziale tradizionale albanese, che le donne indossano in particolari circostanze, quali, appunto, il matrimonio.

### Feste e tradizioni
Le più importanti tradizioni popolari sono legate alle feste religiose e al ciclo dell'anno. Durante le feste natalizie si pratica il gioco del formaggio e del disco e si continua fino alla festa di Carnevale. Durante i tre giorni di Carnevale nessuno lavora perché secondo un'antica leggenda sono i giorni di Santa Zagaria e tutto ciò che si mette in opera viene rosicchiato dai topi. Il 6 dicembre si festeggia San Nicola di Mira, patrono del paese.

## Geografia antropica

### Frazioni
Entrambe le frazioni di Cerzeto sono comunità di etnia e provenienza linguistica e culturale albanese.

#### San Giacomo di Cerzeto
A Sud di Cerzeto, distante un chilometro circa, è situata, a 485 metri s.l.m., la frazione di San Giacomo di Cerzeto (Shën Japku), ai piedi del colle Serra dei muli (Rahji mushkave), coperto da secolari castagni. Nella frazione si può ammirare la statua della Madonna del Buon Consiglio di settecentesca fattura, nella chiesa dell'omonima Confraternita, e si può visitare il museo etnografico albanese sorto da poco. Il museo raccoglie attrezzi che riguardano soprattutto l'ambiente contadino ed artigiano. Si tratta di oggetti poveri, ma ricchi di storia e di cultura popolare. A San Giacomo di Cerzeto visse lo scrittore albanese Padre Antonio Santoro.

#### Cavallerizzo
A nord di Cerzeto, a circa tre chilometri, sorgeva la frazione Cavallerizzo (Kajverici), detta anche "San Giorgio in San Marco". A Cavallerizzo è esistita anche una scuola di tessitura, diretta dalla compianta Eva Melicchio, con una decina di telai in funzione. Si producevano coperte, arazzi con tradizionali disegni d'ispirazione orientale. 

## Economia

### Artigianato
Tra le attività più tradizionali e rinomate vi sono quelle artigianali, che si distinguono per l'arte della tessitura, finalizzata alla realizzazione di arazzi, di coperte, di borse, caratterizzate da disegni e da temi ispirati dalla storia albanese.